# Stobno (przystanek kolejowy)
Stobno – przystanek kolejowy, położony w Stobnie, w województwie wielkopolskim, w powiecie czarnkowsko-trzcianeckim, w gminie Trzcianka. Stacja znajduje się przy strategicznie ważnej do 1945 roku magistrali kolejowej Berlin-Królewiec (tzw. Ostbahn).

## Ruch pasażerski
| Rok  | Wymiana pasażerska na dobę |
| ---- | -------------------------- |
| 2017 | 10-19                      |
| 2022 | 20-49                      |

## Połączenia
- Chojnice
- Krzyż
- Piła Główna